# آر آی اکس سی
آر آی اکس سی (انگلیسی: RIXC) (نام کامل به انگلیسی: RIXC Center for New Media Culture) سازمانی هنری و مستقر در ریگا ، لتونی برای ارائه و اشاعه هنر نیومدیا است. این در سال ۲۰۰۰ ایجاد شد.